# 白い時計のCD
『白い時計のCD』（しろいとけいのシーディー）は、日本のバンド・世界の終わりが2007年10月にclub EARTHで数量限定で自主制作したデモ・アルバム。

## 解説
2021年2月10日に発売されたSEKAI NO OWARIのベスト・アルバム『SEKAI NO OWARI 2010-2019』の完全生産限定プレミアムBOXに本作の復刻盤が同梱された。
本作のタイトルについては、前述の復刻盤のリリースの際に「白い時計のCD」が用いられたが、2007年の発売当時のタイトルは不明であり、「初デモCD」「255枚のデモ」などの記述が散見されるに留まる。また、その他の呼称に「針なし時計」があるほか、mixiコミュニティー内では「100円ミニミニアルバム」とも呼ばれていた。

## 収録曲
| 全作詞: 深瀬慧。 |                |           |                   |      |
| #                | タイトル       | 作詞      | 作曲              | 時間 |
| 1.               | 「虹色の戦争」 | 深瀬慧    | 深瀬慧            | 5:24 |
| 2.               | 「幻の命」     | 深瀬慧    | 藤崎彩織          | 4:55 |
| 3.               | 「青い太陽」   | 深瀬慧    | 深瀬慧 & 中島真一 | 6:55 |
| 4.               | 「白昼の夢」   | 深瀬慧    | 深瀬慧            | 6:23 |
| 合計時間:        | 合計時間:      | 合計時間: | 23:37             |      |

## 楽曲解説
1. 虹色の戦争
最後の歌詞が日本語である。
2. 幻の命
イントロがギターで始まる。1番のサビの歌詞が最後の英語の歌詞の部分にもあり、「君のパパとママの歌」という歌詞がない。
3. 青い太陽
初めの英語の歌詞が日本語の歌詞であり、Aメロとサビの間に歌詞がある。
4. 白昼の夢
イントロがピアノから始まるほか、『EARTH』に収録されたものと比べてキーが高い。